# كارتي سالمون
كارتي سالمون هو طبيب وسياسي أسترالي، ولد في 27 يوليو 1860 في Amherst, Victoria ‏ في أستراليا، وتوفي في 15 سبتمبر 1917 في South Yarra ‏ في أستراليا. نشط حزبياً في Protectionist Party ‏.

## مناصب
- انتخب عضو الجمعية التشريعية  في فيكتوريا ‏.
- انتخب عضو مجلس النواب الأسترالي ‏ عن دائرة Division of Grampians [الإنجليزية]‏ (20 فبراير 1915 – 15 سبتمبر 1917).
- انتخب Speaker of the Australian House of Representatives [الإنجليزية]‏ (28 يوليو 1909 – 19 فبراير 1910).
- انتخب عضو مجلس النواب الأسترالي ‏ عن دائرة Division of Laanecoorie [الإنجليزية]‏ (29 مارس 1901 – 23 أبريل 1913).